# Херинга Хилза
Херингата Хилза (Tenualosa ilisha) е вид лъчеперка от семейство Селдови (Clupeidae). Видът не е застрашен от изчезване.

## Разпространение и местообитание
Разпространен е в Бангладеш, Виетнам, Индия, Ирак, Иран, Катар, Кувейт, Малайзия (Западна Малайзия), Мианмар, Обединени арабски емирства, Оман, Пакистан, Саудитска Арабия, Тайланд и Шри Ланка.
Обитава крайбрежията на сладководни и полусолени басейни, океани, морета, заливи и реки в райони с тропически климат. Среща се на дълбочина от 37 до 200 m, при температура на водата около 27,6 °C и соленост 32,9 ‰.

## Описание
На дължина достигат до 60 cm, а теглото им е не повече от 2490 g.
Популацията на вида е намаляваща.